# 델리리움 카페

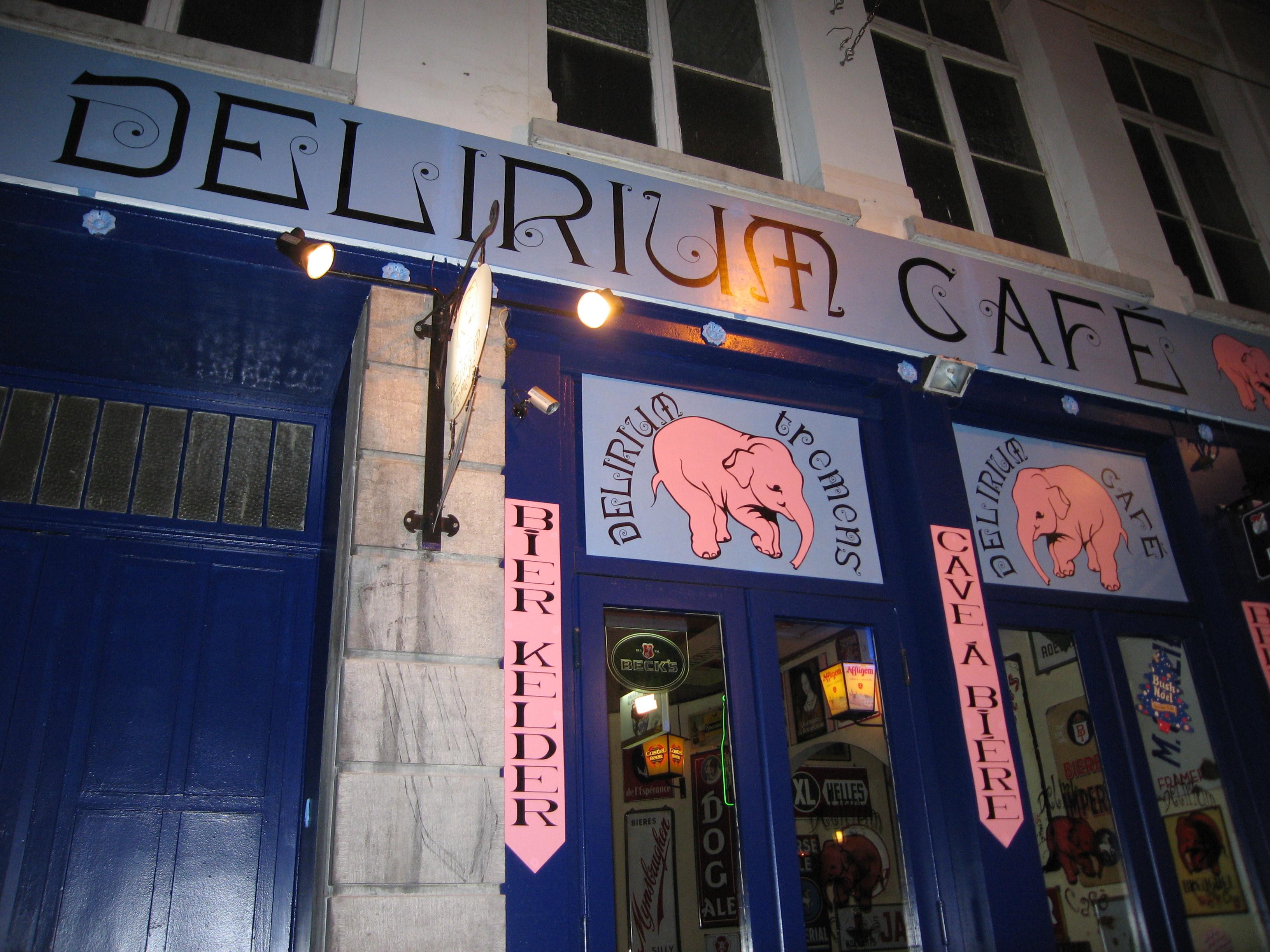
외부 모습

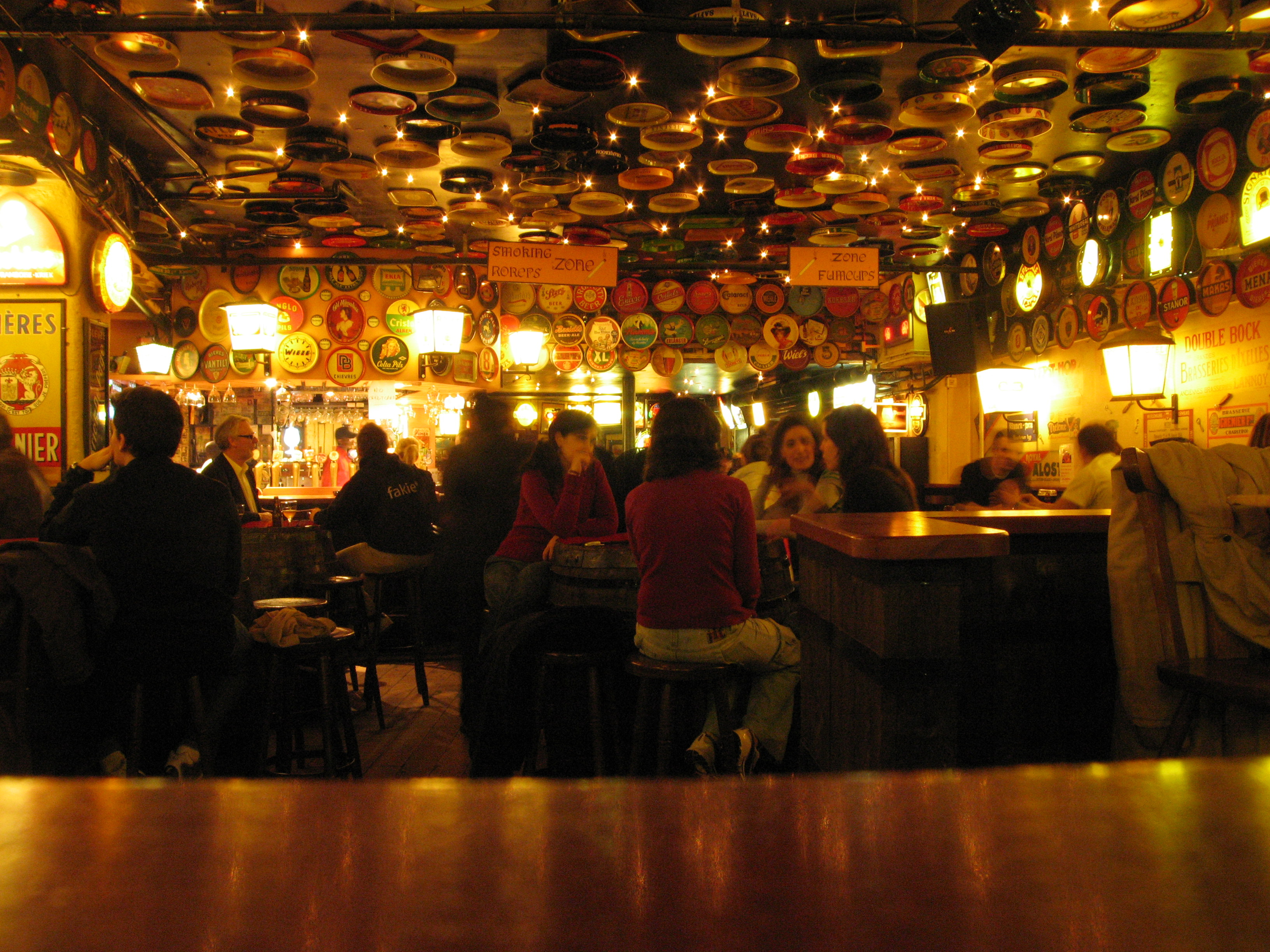
내부 모습

델리리움 카페(Délirium Café)는 벨기에 브뤼셀에 있는 맥주 전문점이다. 2,000 종류 이상의 맥주가 있다. 2004년에는 판매하는 맥주의 종류 개수로 기네스 세계 기록에 공인되었다. 이 바는 60개 이상의 국가와 벨기에의 다양한 맥주를 제공하고있다. 그랑플라스에서 2,300m 떨어진 Impasse de la Fidélité라는 작은 골목에 있다.